# Вайріка (Каліфорнія)
Вайріка (англ. Yreka) — місто (англ. city) в США, в окрузі Сискію штату Каліфорнія. Населення — 7807 осіб (2020).

## Географія
Вайріка розташована за координатами 41°43′27″ пн. ш. 122°37′54″ зх. д. / 41.72417° пн. ш. 122.63167° зх. д. (41.724033, -122.631570).  За даними Бюро перепису населення США в 2010 році місто мало площу 26,04 км², з яких 25,85 км² — суходіл та 0,19 км² — водойми.

### Клімат
| Клімат : Вайріка        | Клімат : Вайріка | Клімат : Вайріка | Клімат : Вайріка | Клімат : Вайріка | Клімат : Вайріка | Клімат : Вайріка | Клімат : Вайріка | Клімат : Вайріка | Клімат : Вайріка | Клімат : Вайріка | Клімат : Вайріка | Клімат : Вайріка | Клімат : Вайріка |
| Показник                | Січ.             | Лют.             | Бер.             | Квіт.            | Трав.            | Черв.            | Лип.             | Серп.            | Вер.             | Жовт.            | Лист.            | Груд.            | Рік              |
| Абсолютний максимум, °C | 18,9             | 23,3             | 27,2             | 35,6             | 39,4             | 42,8             | 44,4             | 43,3             | 41,7             | 35,0             | 30,6             | 18,9             | 44,4             |
| Середній максимум, °C   | 7,7              | 10,8             | 14,4             | 17,7             | 22,9             | 27,7             | 33,2             | 32,9             | 28,4             | 21,1             | 11,6             | 7,1              | 19,6             |
| Середня температура, °C | 1,9              | 3,9              | 6,7              | 9,4              | 13,7             | 17,7             | 22,1             | 21,6             | 17,5             | 11,5             | 4,9              | 1,4              | 11,0             |
| Середній мінімум, °C    | −3,9             | −3,1             | −1,2             | 1,1              | 4,5              | 7,7              | 10,9             | 10,2             | 6,6              | 1,8              | −1,8             | −4,2             | 2,4              |
| Абсолютний мінімум, °C  | −23,9            | −23,9            | −17,8            | −8,3             | −6,7             | −3,3             | 1,1              | 0,6              | −6,7             | −13,9            | −17,2            | −23,9            | −23,9            |
| Норма опадів, мм        | 78               | 53               | 41               | 32               | 33               | 25               | 14               | 9                | 14               | 28               | 74               | 101              | 503              |
| Днів з опадами          | 13,2             | 9,7              | 10,3             | 8,7              | 7,6              | 4,6              | 3,0              | 2,5              | 2,7              | 5,3              | 11,4             | 12,7             | 91,7             |
| Днів зі снігом          | 2,0              | 1,2              | 0,5              | 0,2              | 0                | 0                | 0                | 0                | 0                | 0                | 0,8              | 1,8              | 6,7              |
| ----------------------- | ---------------- | ---------------- | ---------------- | ---------------- | ---------------- | ---------------- | ---------------- | ---------------- | ---------------- | ---------------- | ---------------- | ---------------- | ---------------- |
| Джерело: NOAA           |                  |                  |                  |                  |                  |                  |                  |                  |                  |                  |                  |                  |                  |

## Демографія
Згідно з переписом 2010 року, у місті мешкало 7765 осіб у 3394 домогосподарствах у складі 1969 родин. Густота населення становила 298 осіб/км².  Було 3675 помешкань (141/км²).
Расовий склад населення:
| - 83,6 % — білих - 6,3 % — корінних американців - 1,2 % — азіатів - 0,7 % — чорних або афроамериканців - 0,1 % — вихідців з тихоокеанських островів - 2,2 % — осіб інших рас |

До двох чи більше рас належало 5,8 %. Частка іспаномовних становила 9,7 % від усіх жителів.
За віковим діапазоном населення розподілялося таким чином: 24,1 % — особи молодші 18 років, 56,7 % — особи у віці 18—64 років, 19,2 % — особи у віці 65 років та старші. Медіана віку мешканця становила 41,7 року. На 100 осіб жіночої статі у місті припадало 89,5 чоловіків;  на 100 жінок у віці від 18 років та старших — 84,5 чоловіків також старших 18 років.
Середній дохід на одне домашнє господарство  становив 44 231 долар США (медіана — 28 333), а середній дохід на одну сім'ю — 51 386 доларів (медіана — 34 683). Медіана доходів становила 43 000 доларів для чоловіків та 35 750 доларів для жінок. За межею бідності перебувало 34,3 % осіб, у тому числі 43,8 % дітей у віці до 18 років та 19,5 % осіб у віці 65 років та старших.
Цивільне працевлаштоване населення становило 2470 осіб. Основні галузі зайнятості: освіта, охорона здоров'я та соціальна допомога — 28,2 %, мистецтво, розваги та відпочинок — 12,9 %, роздрібна торгівля — 10,7 %, публічна адміністрація — 10,6 %.